# Photis ariakensis
Photis ariakensis is een vlokreeftensoort uit de familie van de Photidae. De wetenschappelijke naam van de soort is voor het eerst geldig gepubliceerd in 1984 door Hirayama.